# Marrow (personaggio)
Marrow (di cui si conosce con certezza solo il nome Sarah, anche se in alcune storie usa il cognome Rushman) è un personaggio dei fumetti creato da Scott Lobdell e Joe Madureira nel 1995, pubblicato dalla Marvel Comics. È una mutante, che ha anche fatto brevemente parte degli X-Men.

## Biografia del personaggio
Fra le poche scampate al massacro dei Morlock (fu salvata da un pentito Gambit) ed allevata dal malvagio Mikhail Rasputin, inizialmente fece parte dei "cattivi" e del gruppo terroristico chiamato Gene Nation. Appartiene a questo periodo lo scontro con Tempesta, che portò la eroina degli X-Men a strappar via uno dei due cuori della terrorista. Questo episodio segnerà a lungo il rapporto fra le due donne. Successivamente, dopo essersi anche scontrata con l'Uomo Ragno, è entrata a far parte brevemente degli X-Men, per poi tornare dall'altro lato della barricata prima come membro del progetto Weapon X e poi riformando Gene Nation.

### Decimation
A causa delle azioni di Scarlet molti Morlock rimangono senza poteri, con la sola Marrow a guidarli. Marrow concede alla giornalista Sally Floyd un'intervista sulla situazione dei Morlock: molti di loro non hanno più i loro poteri ma hanno mantenuto un aspetto orripilante. Non si sa se Marrow è una dei mutanti che ha perso i poteri, si vede solo che il suo aspetto "osseo" è rimasto.

## Poteri e abilità
Marrow è una mutante, la cui mutazione consiste in una crescita accelerata della struttura ossea del suo corpo, oltre ad una agilità e capacità rigenerativa maggiore del normale. Le escrescenze ossee vengono usate come armi (pugnali, coltelli), dopo essere estratti a "viva forza" dal suo corpo.

## Altre versioni

### Ultimate
La versione Ultimate di Marrow compare nel numero 24 di Ultimate X-Men. Non viene nominata, ma assomiglia ad uno dei bambini che Sinistro uccide in nome di Apocalisse. Si pensa che sia lei perché ha una "coroncina" di ossa sulla testa. Potrebbe essere comunque sopravvissuta per via dei suoi due cuori (Sinistro le spara al cuore) e delle ossa più dure.

### L'era di Apocalisse
Marrow compare brevemente nel decimo anniversario dell'Era di Apocalisse. Gli X-Men la raggiungono chiedendole di uscire alla luce del sole insieme ai Morlock nelle fogne, ma lei li attacca con una spada pensando che li incarcereranno appena usciti.

## Altri media

### Cinema
Marrow compare in un cameo nella serie di film X-Men.
- Deadpool (2016).

### Televisione
Marrow è apparsa in:
- Wolverine e gli X-Men (2009).
- X-Men '97 (2024).

### Videogiochi
Marrow è apparsa in:
- Marvel vs Capcom 2: New Age of Heroes (2000) come personaggio giocabile.
- X-Men Legends (2004).